# Về Trung Quốc

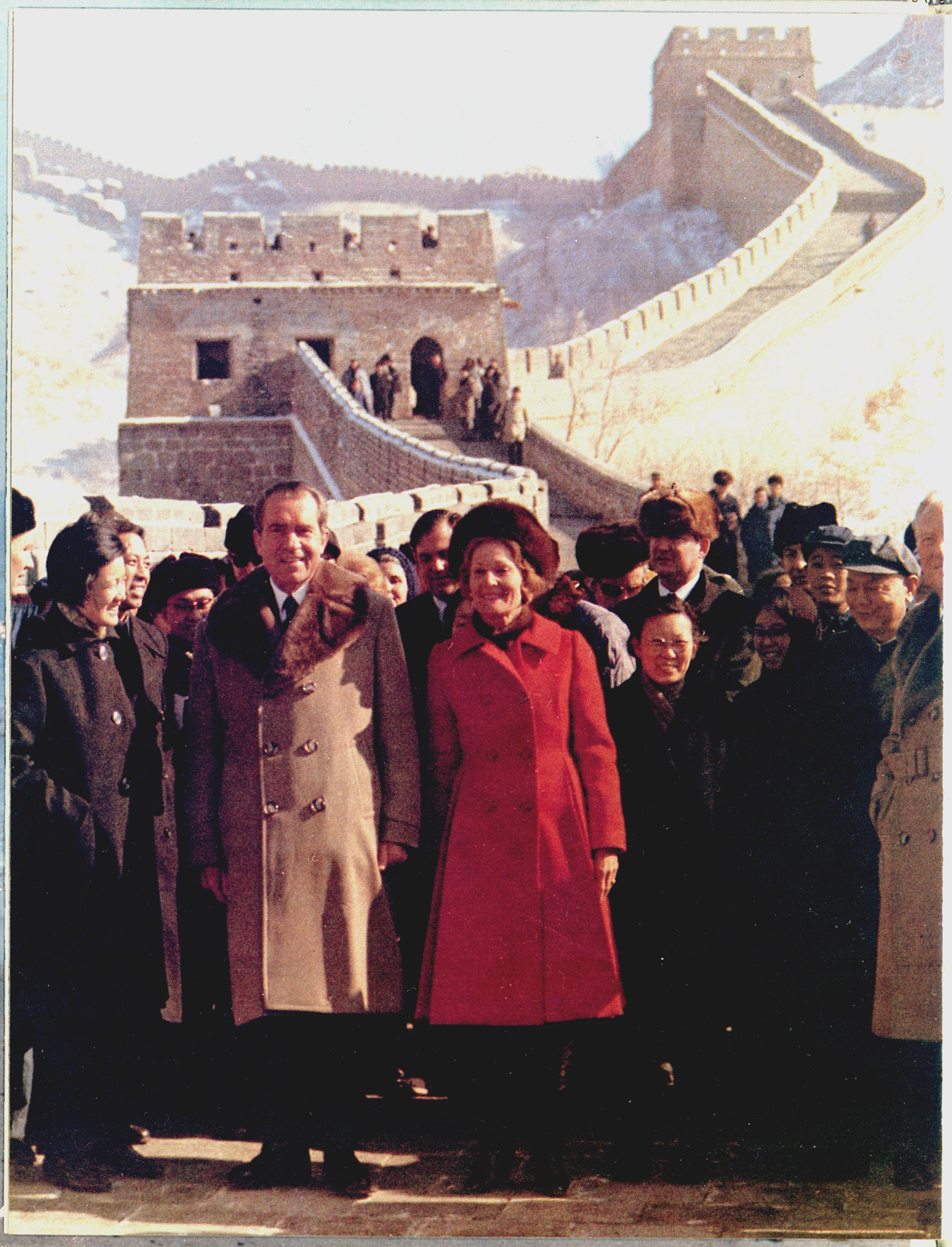
Tổng thống Nixon và phu nhân thăm Vạn lý Trường thành và lăng mộ triều Minh, ngày 24 tháng 2 năm 1972

Về Trung Quốc (tên gốc tiếng Anh: On China) là một cuốn sách phi hư cấu năm 2011 của Henry Kissinger, cựu Cố vấn An ninh Quốc gia và Ngoại trưởng Hoa Kỳ. Cuốn sách là một phần nỗ lực tìm hiểu chiến lược ngoại giao và chính sách đối ngoại của Trung Quốc trong hơn 3.000 năm qua, cố gắng cung cấp một cái nhìn chân thực về các nhà lãnh đạo Đảng Cộng sản Trung Quốc. Kissinger được coi là một trong những nhà ngoại giao nổi tiếng nhất thế kỷ 20, là người định hình chính sách đối ngoại của Hoa Kỳ từ năm 1969 đến năm 1976. Ông cũng có tiếng nhờ vai trò thiết yếu trong mối quan hệ Trung–Mỹ dưới thời chính quyền Nixon, đặc biệt là trong chuyến thăm Trung Quốc năm 1972 của vị tổng thống.
Cuốn sách của Kissinger tập trung vào lịch sử Trung Quốc thông qua việc suy xét các chính sách đối ngoại, nhất là thông qua thương hiệu chính trị thực dụng của riêng tác giả. Về Trung Quốc bắt đầu bằng cách xem xét các quan điểm lịch sử của Trung Quốc về hòa bình, chiến tranh và trật tự quốc tế rồi so sánh chúng với lối tiếp cận chính sách ngoại giao của Hoa Kỳ. Cuốn sách kể về cách mà cuộc đụng độ biên giới Trung–Xô buộc Trung Quốc phải cân nhắc xây dựng mối quan hệ với Hoa Kỳ. Kissinger ghi lại những kinh nghiệm của bản thân khi sắp xếp chuyến thăm năm 1972 của Nixon, bao gồm những tường thuật xác thực về bản chất của Mao Trạch Đông và tính cách của Chu Ân Lai. Phần cuối của cuốn sách hướng đến tương lai mối quan hệ Trung–Mỹ, phê phán những rào cản ngăn Hoa Kỳ và Trung Quốc phát triển quan hệ đôi bên cùng có lợi, đồng thời cảnh báo về hậu quả của một cuộc chiến tranh lạnh khác.
Về Trung Quốc kết hợp lịch sử thuần túy, thảo luận chính sách đối ngoại với những kinh nghiệm cá nhân của Kissinger khi làm việc ở Trung Quốc. Nó không hoàn toàn là một cuốn tự truyện, hồi ký hay chuyên khảo, nhưng có thể coi là sự pha trộn giữa một phần hồi tưởng, một phần suy tư, một phần lịch sử, một phần khám phá cuộc đời và những trải nghiệm về Trung Quốc của Kissinger. Kể từ lần đầu phát hành vào năm 2011, Về Trung Quốc đã nhận được nhiều đánh giá đa dạng. Với việc cuốn sách nhận được phản hồi khác nhau từ một vài cá nhân và tờ báo, phản ứng dành cho Kissinger là phân cực.

## Bối cảnh

### Henry A. Kissinger
Về Trung Quốc là cuốn sách thứ 13 do Henry Kissinger viết. Nó được Kissinger hoàn thành vào năm 2011 ở tuổi 88, 34 năm sau khi ông thôi giữ chức vụ trong hệ thống chính trị Hoa Kỳ. Kissinger là một nhà khoa học chính trị người Hoa Kỳ gốc Đức, người đầu tiên giữ cả hai chức vụ Cố vấn An ninh Quốc gia và Ngoại trưởng. Ông được trao bằng tiến sĩ tại Harvard năm 1954, và nhanh chóng chuyển sang hệ thống chính trị Hoa Kỳ làm việc bên cạnh những người như Nelson Rockefeller, Chester Bowles và Lucius Clay. Cho đến năm 1986, Kissinger đã sát cánh cùng Rockerfeller trong nhiều đề án khác nhau. Năm 1968, ấn tượng trước sự chuyên nghiệp của Kissinger, Rockerfeller ngỏ lời với Nixon, đề bạt người đồng sự lên làm trợ lý tổng thống về các vấn đề an ninh quốc gia. Kissinger trở thành Cố vấn An ninh Quốc gia vào năm 1969 và Ngoại trưởng Hoa Kỳ vào năm 1973.

### Mối quan hệ Trung–Mỹ
Mối quan hệ Trung–Mỹ sau Chiến tranh thế giới thứ hai mang tính gia trưởng và tương đối hữu nghị. Tuy nhiên, mối quan hệ này rạn nứt trong giai đoạn 1949–1950, khi những người Cộng sản được nông dân hậu thuẫn, đánh bại chính quyền Quốc dân đảng của Tưởng Giới Thạch rồi thành lập Cộng hòa Nhân dân Trung Hoa vào ngày 1 tháng 10 năm 1949. Căng thẳng hệ tư tưởng giữa Hoa Kỳ và Cộng hòa Nhân dân Trung Hoa trở nên tồi tệ hơn khi Hoa Kỳ tham chiến chống lại và thậm chí đe dọa tấn công hạt nhân Trung Quốc trong Chiến tranh Triều Tiên và Khủng hoảng eo biển Đài Loan lần 2. Cuộc nổi dậy ở Tây Tạng và vụ thử nguyên tử đầu tiên của Trung Quốc vào năm 1964 càng làm căng thẳng thêm mối quan hệ Trung–Mỹ, với những hình ảnh đại diện nổi bật mà người Mỹ mường tượng về Trung Quốc, xoay quanh hành động xâm lược, chủ nghĩa bành trướng và chủ nghĩa cực đoan. Chỉ khi căng thẳng Trung–Xô cơ bản leo thang thành xung đột biên giới Trung–Xô năm 1969 và các mối đe dọa hạt nhân từ Moskva xuất hiện liền sau đó, Trung Quốc mới nhìn sang Hoa Kỳ. Với cùng một kẻ thù chung là Liên Xô, Trung Quốc và Hoa Kỳ điều chỉnh chính sách và tiến hành tái thiết mối quan hệ ngoại giao vào năm 1970. Dưới thời Nixon, Henry Kissinger đã bình thường hóa quan hệ giữa Hoa Kỳ và Trung Quốc bằng cách kết nối với các quan chức Trung Quốc cấp cao; mở rộng cánh cửa Hoa Kỳ với Trung Quốc. Kissinger chính là người sắp xếp một cuộc họp bí mật ở Trung Quốc vào năm 1971 và chuyến thăm Trung Quốc năm 1972 của Richard Nixon. Hội nghị thượng đỉnh năm 1972 giữa Hoa Kỳ và Trung Quốc đã mở ra cho hai quốc gia cơ hội giao tiếp, thương mại và thống nhất một số nguyên tắc ứng xử quốc tế.

## Nội dung

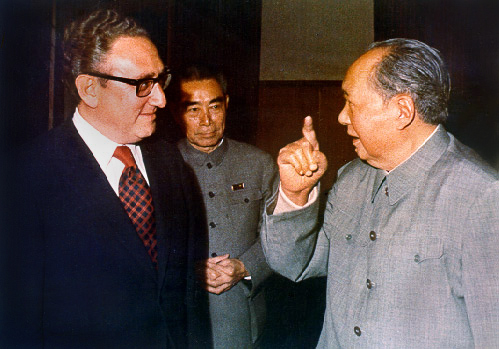
Henry Kissinger đứng bên cạnh hai nhà lãnh đạo Trung Quốc Mao Trạch Đông và Chu Ân Lai

Về Trung Quốc là sự kết hợp của lịch sử thuần túy, tường thuật cá nhân, phân tích và phản ánh chính trị, được biên soạn thành 17 chương. Một nhà phê bình đã mô tả cuốn sách là một "nỗ lực để giải thích thuật ngoại giao Trung Quốc cho độc giả Mỹ, xem xét tiến trình quan hệ Trung–Mỹ, và giải quyết một cách nhanh chóng mà sắc sảo những thách thức trong việc duy trì mối quan hệ tương tác đôi bên cùng có lợi."
Trong vài chương đầu, Kissinger cung cấp quan điểm lịch sử và những ý niệm về quan hệ quốc tế của Trung Quốc. Ông tập trung vào đường lối chính trị thực dụng của người Trung Quốc và cuốn Binh pháp Tôn Tử. Kissinger tuyên bố rằng trong suốt hàng ngàn năm, Trung Quốc là "trung tâm" thế giới, được bao quanh bởi nhiều quốc gia nhỏ bé, tầm thường và mối đe dọa xâm lược từ các quốc gia này buộc người Trung Quốc phải xây dựng một bộ khung tư tưởng chiến lược. Ông mô tả niềm tin của người Trung Quốc về việc quốc gia của họ là trung tâm và chuẩn mực văn minh toàn cầu. Kissinger xem xét những khó khăn trong và ngoài nước báo trước sự phát triển của Cộng hòa Nhân dân Trung Hoa. Zachary Keck từ E-International Relations đã viết "Điều này giúp truyền tải tính liên tục trong chính sách đối ngoại của Trung Quốc, ở một mức độ nào đó, gợi ý rằng có một số khả năng dự đoán trước được hành động của Bắc Kinh."
Kissinger giới thiệu hệ tư tưởng, khát vọng, chiến thuật của Mao Trạch Đông và hành trình nhà lãnh đạo này tìm kiếm lợi thế tâm lý. Ông đề cập đến cách môn cờ vây định hướng các giao tranh quân sự của Trung Quốc và ảnh hưởng lên vị trí của họ trong chiến tranh lạnh. Kissinger tiếp tục chủ đề Chiến tranh Lạnh bằng cách tóm tắt động cơ của Hoa Kỳ, Triều Tiên, Trung Quốc và Liên Xô, xem xét ngoại giao tam giác và nguyên nhân của Chiến tranh Triều Tiên. Ông đưa ra quan điểm rằng kết quả của chiến tranh lạnh là một thất bại cho tất cả các bên liên quan.
Con đường hòa giải giữa Hoa Kỳ và Trung Quốc được trình bày chi tiết. Kissinger thảo luận về bối cảnh chính trị và quốc tế dẫn đến cuộc gặp Mao Trạch Đông của Tổng thống Nixon. Ông kể lại cuộc thảo luận giữa Mao Trạch Đông và Nixon, cuộc đối thoại Nixon–Chu Ân Lai cùng nhiều cuộc trò chuyện khác nữa trước khi hai nhà lãnh đạo Trung Quốc qua đời vào năm 1976. Quá trình xem xét những nhân vật chính trị hàng đầu Trung Quốc và vấn đề mà họ phải đối mặt cho phép người đọc "nhìn qua vai của các chính trị gia theo truyền thống của Chủ nghĩa Hiện thực Cổ điển." Kissinger tiết lộ Chu Ân Lai là người thúc đẩy nhu cầu hiện đại hóa Trung Quốc trước khi qua đời. Ông đã xem xét những di sản mà cả Mao Trạch Đông và Chu Ân Lai để lại.
Sự trỗi dậy của Đặng Tiểu Bình được bàn ở những chương sau của cuốn sách, tiết lộ hành trình nhà lãnh đạo này cải cách và mở cửa Trung Quốc hiệu quả. Về Trung Quốc chỉ ra cách mà Đặng Tiểu Bình trung hòa quan hệ với Hoa Kỳ và củng cố nội bộ Trung Quốc để ngăn chặn sự lan rộng ảnh hưởng của Liên Xô. Kissinger ghi lại cái chết của một số lãnh đạo Trung Quốc như Hoa Quốc Phong. Ông miêu tả cách Trung Quốc áp dụng lối tiếp cận 3 thế giới để phản hồi các mối quan hệ quốc tế.
Phần sau của Về Trung Quốc đề cập đến mối quan hệ giữa Trung Quốc và Hoa Kỳ dưới thời Tổng thống Clinton trong những năm 1990, sự tan rã của Liên Xô và Khủng hoảng eo biển Đài Loan lần 3. Những sự kiện trong năm 2011 (thời điểm Kissinger viết cuốn sách) được đánh giá, cung cấp một cái nhìn lạc quan về vai trò quốc tế của Trung Quốc. Kissinger cũng nêu rõ những lĩnh vực mà Trung Quốc và Hoa Kỳ bất đồng trong môi trường quốc tế hiện đại.
Phần cuối của Về Trung Quốc xem xét tương lai của Trung Quốc và Hoa Kỳ trong mối quan hệ giữa hai quốc gia. Kissinger cho rằng Trung Quốc sẽ tiếp tục vai trò siêu cường, so sánh mối quan hệ giữa Trung Quốc và Hoa Kỳ với mối quan hệ giữa Anh và Đức trước Chiến tranh thế giới thứ hai. Kissinger hoàn thành việc xem xét các lĩnh vực hiện thời làm xói mòn khả năng tạo ra mối quan hệ đôi bên cùng có lợi giữa Hoa Kỳ và Trung Quốc, chỉ ra rằng Hoa Kỳ nên tìm cách xem xét và thấu hiểu bản chất chính trị Trung Quốc như ông từng làm với hơn 30 chuyến thăm Trung Quốc.

## Phản hồi
Về Trung Quốc nhận được nhiều đánh giá khác nhau kể từ khi phát hành vào năm 2011. Đã có những đánh giá, phê bình, nhận xét từ nhiều tờ báo và tạp chí danh tiếng. Chúng phê bình quan điểm, tính khách quan của Kissinger và nội dung cuốn sách mà ông viết.

### Khen ngợi
Donald S. Zagoria từ Đại học Columbia coi Về Trung Quốc là một "thành tựu đáng kể", "chắc chắn sẽ làm tăng thêm danh tiếng cho Kissinger với tư cách là một trong những nhà tư tưởng chiến lược hàng đầu Hoa Kỳ." Ông cho rằng cuốn sách có nhiều khía cạnh với nhiều phần khác nhau nhằm đạt được một số kết quả cụ thể. Zagoria phản ánh việc cuốn sách đã cố gắng thấu hiểu thuật ngoại giao và chính sách đối ngoại của Trung Quốc khi còn là một đế quốc lẫn khi đã trở thành một quốc gia hiện đại, đồng thời là "một phần hồi ký, một phần phản ánh và một phần bản ghi nhớ cho các nhà hoạch định chính sách Hoa Kỳ về cách đạt được mối quan hệ hợp tác với siêu cường đang lên này." Kissinger được ca ngợi vì cách tiếp cận Trung Quốc của ông là rất thực tế và thận trọng, và theo đánh giá của Zagoria, cuốn sách sẽ là vô giá đối với sinh viên chính sách đối ngoại Mỹ chuyên về quan hệ giữa Trung Quốc và Hoa Kỳ.
Nhà sử học Rana Mitter từ Đại học Oxford, chuyên về lịch sử Trung Hoa Dân quốc, coi cuốn sách của Kissinger là một cái nhìn uyên bác và nhã nhặn về siêu cường mới. Trong bài đánh giá của mình, Mitter viết về sự tươi nguyên của phần lịch sử trong cuốn sách vì nó được viết bởi "một nhân vật cấp cao nhất còn sống có mặt tại cuộc họp năm 1971." Mitter cho biết ông bị ấn tượng bởi những lời tường thuật về tính cách "mỉa mai" của Mao Trạch Đông hay "sắc sảo" của Chu Ân Lai. Mitter tin rằng Kissinger "đã thể hiện một tầm nhìn dài hạn mà ngày nay ít chính trị gia của bất kỳ quốc gia nào có thể sánh được."
Cây viết Los Angeles Times, Linda Mathews, dành cho Về Trung Quốc những đánh giá tích cực. Mathews quảng bá cuốn sách là sự pha trộn những phân tích chiến lược của Hoa Kỳ về Trung Quốc, Hoa Kỳ và Liên Xô, nhiều thông tin và đủ chân thực. Tuy nhiên, cô cũng bị ấn tượng trước việc Kissinger tiết lộ "những chi tiết trong các cuộc gặp của ông với giới lãnh đạo Đảng Cộng sản Trung Quốc." Người yêu thích lịch sử chính trị sẽ "hân hoan" khi xem xét lại những quan niệm thiếu chính xác, những lỗi lầm và những cơ hội bị bỏ lỡ đã làm rạn nứt mối quan hệ giữa Trung Quốc và Hoa Kỳ trước chuyến thăm Trung Quốc lịch sử của Nixon. Ngoài ra, theo Mathews, đối với độc giả bình dân, cuốn sách cung cấp "lời kể hấp dẫn, thú vị và đôi khi mang tính tầm phào về các cuộc gặp giữa Kissinger với những nhà lãnh đạo oai nghiêm nhất Trung Quốc."

### Chỉ trích
Cựu trưởng ban phê bình của New York Times, Michiko Kakutani, xem Về Trung Quốc như là một biện pháp bảo vệ hình ảnh trước công chúng của Kissinger, đồng thời hạ thấp tác động của giới lãnh đạo Trung Quốc đối với thường dân. Kakutani xác định Về Trung Quốc là một cuốn sách "đôi khi sai trái", cố gắng đề cập đến vai trò của Kissinger trong việc kết nối Nixon với Trung Quốc trong khi cung cấp những chi tiết về lịch sử Trung Quốc, cũng như chính sách và thái độ của nước này với phương Tây. Tuy nhiên, bà cho rằng khi Kissinger viết về các thỏa thuận của mình với Trung Quốc, ông đã cố gắng đánh bóng di sản cá nhân với tư cách là Cố vấn An ninh Quốc gia và Ngoại trưởng Hoa Kỳ dưới thời Nixon. Kakutani cũng làm sáng tỏ việc Kissinger ém nhẹ phí tổn mạng người, suốt những năm tháng cầm quyền tàn nhẫn kéo dài hàng thập kỷ của Mao Trạch Đông. Ngoài ra, theo Kakutani, Kissinger còn đặt câu hỏi về hậu quả của những nỗ lực gây sức ép lên vấn đề nhân quyền tại Trung Quốc mà Hoa Kỳ thực hiện gần đây. Bà cho là Kissinger đang "lạnh lùng ung dung" trước hàng triệu mạng người bị tước đoạt thời Mao Trạch Đông, thể hiện sự thiếu hiểu biết và ngây thơ về Mao Trạch Đông dưới nhiều huyền thoại mà ông ta tự tạo ra cho chính mình.
Một bài đánh giá được xuất bản bởi The Economist, đã lên án Về Trung Quốc là một tác phẩm không chính xác, có vấn đề liên quan đến lịch sử và các quyết định đối ngoại của Trung Quốc. Bài đánh giá cho là cuốn sách bị hoen ố bởi bức tranh tâng bốc mà Kissinger vẽ về chính sách đối ngoại của Trung Quốc, thứ được dẫn dắt bởi các chiến lược gia bậc thầy, có tính toán và hiệu quả. Điều này mâu thuẫn với việc Trung Quốc tham gia Chiến tranh Triều Tiên để rồi phải trải qua hai năm chiến tranh và vài năm bị cô lập. Bài đánh giá cũng đề xuất rằng Kissinger ít cân nhắc đến việc Mao Trạch Đông và Chu Ân Lai là những người cộng sản bị ảnh hưởng bởi sự thích nghi của Mao Trạch Đông với Chủ nghĩa Marx–Lenin, thể hiện trong chính sách đối ngoại và cấu trúc chính trị Trung Quốc. Nó chê bai Kissinger là "mơ hồ đến đáng thật vọng" trong những phần cuối của cuốn sách, nơi ông cố gắng trả lời một câu hỏi về tương lai mối quan hệ Trung–Mỹ: "Liệu sự trỗi dậy của Trung Quốc như một siêu cường có chắc chắn sẽ mở đường cho cuộc xung đột với Hoa Kỳ?" Thay vì đưa ra câu trả lời dứt khoát về cách tránh lặp lại xung đột, Kissinger lại nhìn ngược về mối quan hệ giữa Đức và Anh hồi thế kỷ trước.
Jasper Becker, tác giả kiêm nhà bình luận người Anh, chỉ trích cuốn sách của Kissinger vì không giải quyết được câu hỏi quan trọng: "Tại sao và làm thế nào Tổng thống Richard Nixon quyết định việc bảo vệ Trung Cộng là vì lợi ích của Hoa Kỳ?" Becker cho rằng Kissinger đã không nói rõ lý do chính xác tại sao Hoa Kỳ tin là họ phải bảo vệ Trung Quốc khỏi một cuộc chiến tranh với Liên Xô. Ông phản bác lý do ủng hộ Trung Quốc mà Kissinger nêu ra trong cuốn sách, rằng: Liên Xô là một cường quốc bành trướng và hiếu chiến hơn Trung Quốc. Becker tin là việc Trung Quốc gửi quân đến Triều Tiên, Việt Nam, Miến Điện và Campuchia, đồng thời tài trợ huấn luyện lực lượng nổi dậy ở các quốc gia khác cũng thể hiện tham vọng xâm lược tương đương Liên Xô. Ngoài ra, Becker còn phàn nàn về cách mà Kissinger nhận xét giới lãnh đạo Trung Quốc, khi mặc nhiên thừa nhận mọi thứ mà họ nói và làm. Becker tuyên bố "không tò mò chút nào cả, Kissinger chẳng bao giờ nhìn ra sau bức màn." Ông đinh ninh là "người Trung Quốc chẳng thể ngờ họ may mắn đến mức tìm được một đối tác ngây thơ và vâng lời như Kissinger."